# Бельгийские соединённые штаты
Бельгийские Соединённые Штаты (нидерл. Verenigde Belgische Staten, фр. États belgiques unis; Нидерландские Соединённые Штаты, нидерл. Verenigde Nederlandse Staten, фр. États-Unis des Pays-Bas) были конфедерацией Южных Нидерландов, существовавшей с января по декабрь 1790 года. Возникла в результате провозглашения независимости 11 января 1790 года. Восемью государствами-основателями этой конфедерации являлись Брабант, Эно, Фландрия, Западная Фландрия, Намюр, Мехелен, Гелдерн, а также Турне. Конфедерация возникла во время Брабантской революции и фактически вернулась под власть Габсбургской монархии в конце 1790 года.
Территория штатов совпадала примерно с западной и центральной частью современной Бельгии. Раньше она соответствовала большей части Австрийских Нидерландов, то есть регионам, контролируемым австрийскими Габсбургами в составе Священной Римской империи. Просуществовала до декабря 1790 года.

## Восстание в Брабанте

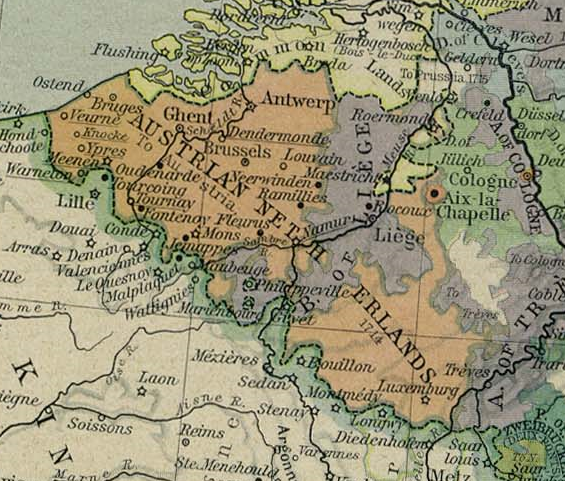
Австрийские Нидерланды в 1786 году.

Недовольство унификационными реформами императора Иосифа II привело к возникновению в Австрийских Нидерландах двух оппозиционных партий: статистов (государственников), лидером которых был Анри Шарль Никола Ван дер Ноот, и вонкистов, лидером которых был Ян Франс Вонк. В отличие от более консервативных государственников вонкисты в начале поддерживали реформы Иосифа II, однако то, как эти реформы проводились перевели и вонкистов в ряды оппозиции. В мае 1789 года вонкистами было создано тайное общество Pro aris et focis.
Отмена указом императора 18 июня 1789 года Joyeuse entrée, средневековой конституции Брабанта, послужила поводом для открытого неповиновения в стране. Ван дер Ноот бежал в Бреду, в часть исторического Брабанта находившегося под контролем республики Соединённых провинций, где ему удалось сплотить группу единомышленников (нидерл. Comité van Breda) и собрать небольшую армию. Под руководством генерала Ван дер Мерша армия перешла границу Южных Нидерландов и 24 октября 1789 года и заняла первый город — Хогстратен. В тот же день Ван дер Ноот опубликовал Манифест брабантцев (нидерл. Manifest van het Brabantse Volk, фр. Manifeste des Brabançons), в котором призывал к оружию во имя свободы и родины.

Через три дня, 27 октября состоялся бой при Тюрнхауте. Генерал Ван дер Мерш осознавал, что битва на открытом пространстве была бы заведомо проигрышной для повстанцев. С помощью жителей города его армии удалось проникнуть в город и навязать австрийским войскам уличные бои. Подобная тактика оказалась успешной и город был покорён. Успех при Тюрнхауте придал повстанцам уверенности в себе: 13 ноября им покоряется Гент, несколькими днями позднее Тинен и Дист. 17 ноября наместники Нидерландов вместе с австрийской администрацией покидают Брюссель, солдаты массово дезертируют из имперских войск. 10 декабря начинается восстание в Брюсселе: остатки имперской армии отходят в крепости Люксембурга и Антверпена (Антверпенский гарнизон перешёл на сторону восставших 29 марта 1790 года).
18 декабря Ван дер Ноот торжественно вступил в украшенный трёхцветными флагами Брюссель. Все провинции за исключением Люксембурга объявили о своей независимости и сформировали 11 января 1790 года конфедерацию, известную как Бельгийские Соединённые Штаты. Льежское епископство, участвовавшее в восстании, не вошло в конфедерацию.

## Бельгийские Соединённые Штаты
Каждый провинциальный регион сохранял свой суверенитет, но решение общих вопросов было передано суверенному Конгрессу, который состоял из тех же лиц, что и Генеральные штаты, и возобновлялся каждые три года. Эти общие интересы, оставленные Конгрессу, включали: создание и содержание армии, отношения с иностранными державами и чеканку монет. Понятно, что здесь в качестве примера были взяты Соединенные Штаты Америки, в том числе и название «Конгресс», хотя и по букве, а не по духу. В 1790 году Бельгийские Штаты выпустили свои собственные пропагандистские медали, на которых был изображен нидерландский лев, держащий на палке шляпу свободы — тот же символ, который появился на памятных медалях восстания против Испании в 1570 году.
Достаточно быстро выяснились серьёзные различия между государственниками и вонкистами. Правительство государственников опиралось на крупные брабантские города: Брюссель, Антверпен, Лёвен, в то время как вонкисты были более популярны в Эно и Фландрии. Вонкисты стремились создать унитарное централизованное государство по примеру конституционной монархии во Франции, возможно даже в рамках империи. Ван дер Ноот искал сближения и в будущем объединения с Соединёнными провинциями, а также расширения революции на юге. Кроме этого Ван дер Нот искал сближения с Пруссией, державшей с ноября 1789 года войска в Льежском епископстве. Поддержка его усилий, однако, была весьма ограниченной.

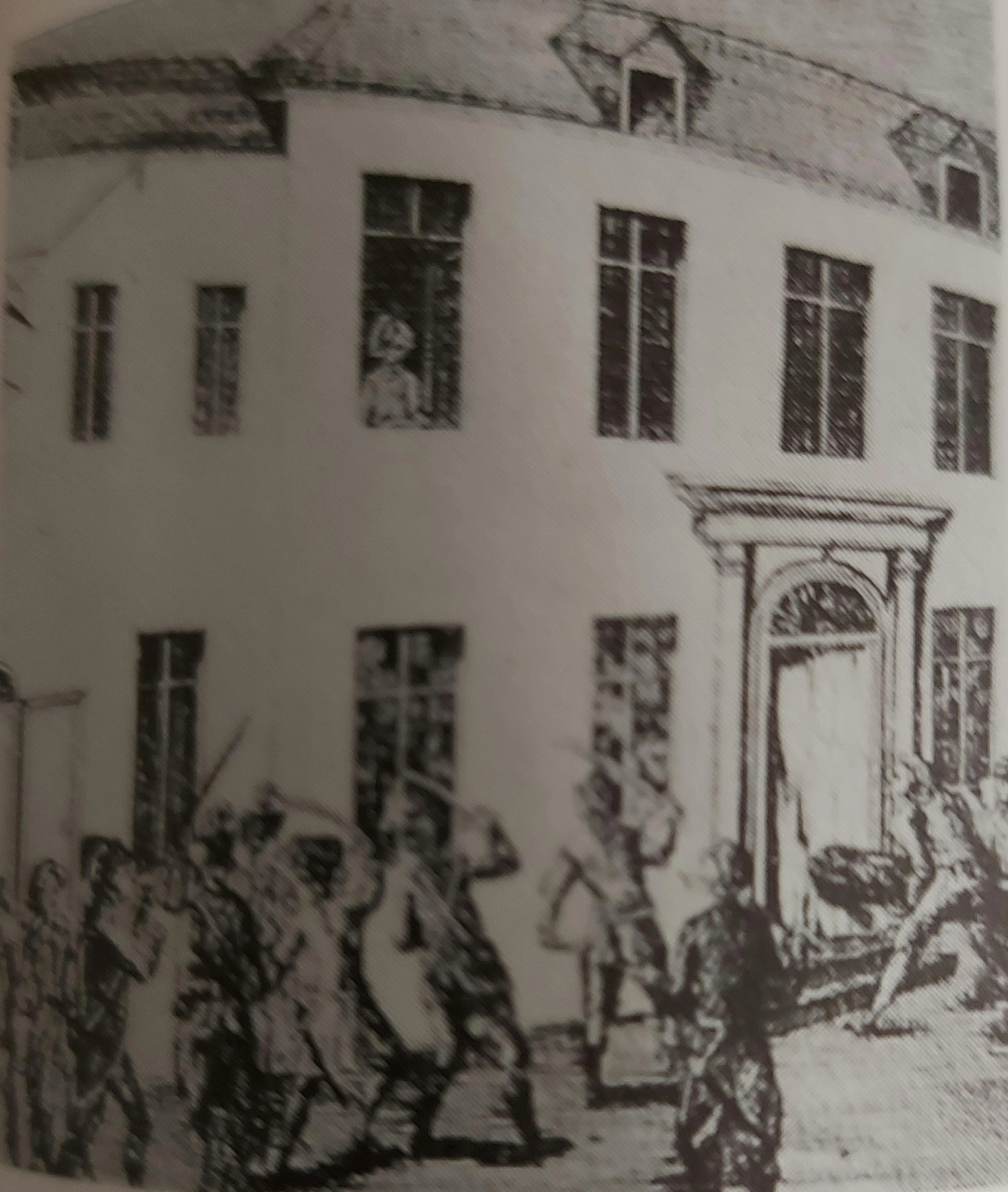
Нападения на дома вонкистов

Когда штат Эно предложил Конгрессу постепенно подготовить новые институты, которые будут представлять «нацию», в ответ государственники усилили политическое насилие и пропаганду. Это было началом захвата власти. 30 января Ван дер Ноот и консервативное большинство в штате Брабант назначили командующим прусского генерала Шёнфельда, оттеснив на второй план вонкиста Ван дер Мерша. Теперь вонкисты не имели права голоса в правительстве и часто становились жертвами политического насилия. Едва не произошла битва при Намюре между армией Ван дер Мерша и армией Шёнфельда. Шёнфельд подошел к позиции Ван дер Мерша и разбил лагерь. Напряжение росло, но битвы не было. Многие офицеры Ван дер Мерша были арестованы, а верные ему солдаты отправлены в Шарлеруа.
9 марта вонкисты отказались принести присягу на верность штатам. Их положение только ухудшилось. 15 марта вонкисты предложили штату Брабант ввести больше демократических законов. На следующий день государственники призвали людей грабить дома вонкистов, которые подверглись нападению, были разграблены, а сами вонкисты были изгнаны из Брюсселя. Один из французов, оказавшийся в те дни в Брюсселе, писал: «Город во власти террора, письма распечатываются, жизнь человека не обеспечена, царят ложь и предательство, убийцы и разбойники чувствуют себя господами!». Архиепископ Мехелена кардинал Ван Франкенберг объявил вонкистов врагами религии. К 18 марта большинство или все вонкисты, включая Вонка и Яна Баптиста Верлоя, покинули Брюссель. Они бежали в Намюр в надежде, что армия Ван дер Мерша сможет им там помочь, но сам Ван дер Мерш уже исчез. Поэтому большинство вонкистов бежали во Францию. 13 апреля Ван дер Мерш и его жена были арестованы и отправлены в цитадель Антверпена.
Государственники теперь имели полный контроль над Бельгийскими Соединенными Штатами. Большие города, такие как Антверпен, были наводнены их пропагандой. Небольшие очаги сопротивления остались в Генте, Монсе, Турне и Лимбурге. Положение штатов оставалось сложным. Более того, отмена налогов под давлением населения привела к финансовым сложностям и невозможности собрать армию.

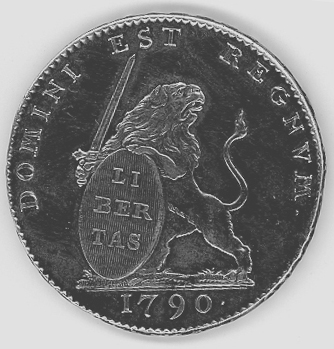
Серебряная монета в 3 флорина, выпущенная в 1790 г. Бельгийскими штатами. Аверс

После смерти Иосифа II 20 февраля 1790 года австрийским императором стал его брат, Леопольд II. Он был тонким политиком и сразу же предложил сталкивавшимся между собой бельгийцам полную амнистию, обещал, что в стране будут полностью восстановлены прежние хартии и привилегии. Леопольд II настаивал только на том, чтобы генерал-губернатором стал представитель императорской фамилии, все же другие должности могли быть заняты бельгийцами. Генеральные штаты могли собираться, когда захотят, а законы должны были обсуждаться представителями всех учреждений страны. Однако партия Ван дер Ноота ответила на австрийские предложения полным отказом, даже не став рассматривать в деталях предложения Леопольда II. Партия Вонка, напротив, советовала пойти на переговоры с Австрией и потребовать более демократических реформ. Иностранные государства больше не стали поддерживать бельгийцев. По результатам Рейхенбахского соглашения между Англией, Голландией, Пруссией и Австрией (27 июля 1790 года) было позволено императору начать завоевание Австрийских Нидерландов при условии соблюдения им местных традиций. Всем революционерам, сдавшимся австрийским войскам, была предложена амнистия. Леопольд заключил перемирие с турками и вывел 30 000 солдат для подавления восстания в Брабанте.
Австрийская армия под командованием фельдмаршала барона фон Бендера вторглась в Бельгийские штаты и встретила небольшое сопротивление со стороны населения, которое уже было недовольно управлением и междоусобной борьбой повстанцев. 28 сентября австрийцы разгромили бельгийскую армию в сражении при Фальмане. Эно был первым, кто признал суверенитет Леопольда, и вскоре за ним последовали другие города. 24 ноября имперские войска вошли в графство Намюр, двумя днями позднее власть императора признала Фландрия. Суверенный Конгресс собрался в последний раз 27 ноября, прежде чем распуститься. В остальном реставрация имперской власти прошла практически бескровно. 3 декабря австрийцы приняли капитуляцию Брюсселя и вновь оккупировали город, что фактически ознаменовало подавление революции.
Леопольд II сдержал свои обещания: отменил указы Иосифа II, организовал правительство, позволил сторонникам Вонка вернуться на родину и основать в Брюсселе «Общество друзей». Однако это общество очень скоро прекратило свое существование, провинциальные штаты снова перестали платить налоги, и обе партии, и либеральная и консервативная, все чаще и чаще стали обращать свои взоры к Франции, надеясь на ее поддержку.

## Значение
Хотя Бельгийские Соединённые Штаты просуществовали немногим менее года, описанные события оказали значительное влияние на дальнейшую историю региона. С одной стороны, планы ван дер Нота по объединению южных и северных провинций привели к созданию Объединённого королевства Нидерландов; с другой, они явились предвестником Бельгийской революции 1830 года.